# Egidio Pribetti
Egidio Pribetti (* 19. Oktober 1925) ist ein ehemaliger italienischer Weitspringer.
Bei den Leichtathletik-Europameisterschaften 1946 in Oslo wurde er Vierter mit 7,28 m.
Seine persönliche Bestleistung von 7,30 m stellte er am 20. Juni 1946 in Bologna auf.